# Cinnyris moreaui
Cinnyris moreaui е вид птица от семейство Nectariniidae. Видът е почти застрашен от изчезване.